# Chikanal, Hungund
Chikanal là một làng thuộc tehsil Hungund, huyện Bagalkot, bang Karnataka, Ấn Độ.